# Schgumser Möser
Schgumser Möser este o arie protejată (sit de importanță comunitară — SCI) din Italia întinsă pe o suprafață de 24 ha, integral pe uscat.

## Localizare
Centrul sitului Schgumser Möser este situat la coordonatele 46°36′45″N 10°39′14″E / 46.6125°N 10.6538°E.

## Înființare
Situl Schgumser Möser a fost declarat sit de importanță comunitară în decembrie 2017 pentru a proteja 2 specii de animale.

## Biodiversitate
Situată în ecoregiunea alpină, aria protejată conține 4 habitate naturale: Păduri acidofile de Picea de la nivel montan la nivel alpin (Vaccinio-Piceetea), Pajiști cu Molinia pe soluri calcaroase, turboase sau argilos-nămoloase (Molinion caeruleae), Păduri aluvionare cu Alnus glutinosa și Fraxinus excelsior (Alno-Padion, Alnion incanae, Salicion albae), Mlaștini alcaline.
La baza desemnării sitului se află mai multe specii protejate:
- mamifere (1): liliacul mic cu potcoavă (Rhinolophus hipposideros)
- nevertebrate (1): Vertigo angustior

Pe lângă speciile protejate, pe teritoriul sitului au mai fost identificate 32 de specii de plante, 1 specie de mamifere.